# یواس‌اس ال‌اس‌تی-۹۹۷
یواس‌اس ال‌اس‌تی-۹۹۷ (به انگلیسی: USS LST-997) یک کشتی بود که طول آن ۳۲۸ فوت (۱۰۰ متر) بود. این کشتی در سال ۱۹۴۴ ساخته شد.